# 斯坦斯特德機場站
斯坦斯特德機場站（英語：Stansted Airport railway station）位於英格蘭東部西安格利亞幹線的支線上，於1991年啟用，提供通往倫敦斯坦斯特德機場的鐵路連接。這條支線耗資4400萬英鎊建造，由英國鐵路公司開通，以配合機場新航站樓的竣工。